# Naringgul (plaats)
Naringgul is een bestuurslaag in het regentschap Cianjur van de provincie West-Java, Indonesië. Naringgul telt 4023 inwoners (volkstelling 2010).